# Anna-Michaelis-Zeche
Die Anna-Michaelis-Zeche, auch Anna-Michaeli-Zeche oder Anna-Michael-Zeche genannt, war eine Bergbauanlage auf der Flur der Gemeinde Breitenbach (Potůčky) im heutigen Tschechien im früheren Bezirk Platten im böhmischen Teil des Erzgebirges.

## Lage
Die Zeche lag östlich von Breitenbach in Richtung Brettmühl (Pila) am Hang zwischen dem Schwarzwassers (Černá) und dem Sandfelsberg mit dem früheren Ortsteil Schwimminger (Pískovec) in einer Höhenlage von ca. 895 m ü. NHN. Der Michaelisschacht lag ca. 250 m östlich des Michaelisstollns in einer Höhe von ca. 845 m ü. NHN.

## Geschichte
1883 entdeckte der k.k. Forstaufseher Rudolf Braun (1826–1894) aus Breitenbach den Erzgang und ließ sich acht Grubenmaße verleihen. Anna I-IV und Michaelis I-IV. Benannt hat er die Grube nach seiner Frau Anna geb. Glaser aus Halbmeil (1826–1899). Der Abbau auf der im Königreich Böhmen gelegenen Anna-Michaelis-Zeche begann im Jahre 1884. Es wurden 2 Schächte geteuft und der Annastolln bei 875 m ü. NHN aufgefahren. Bis 1894 wurden 1,6 t metallisches Wismut geliefert. Nach einem Preissturz des Wismuts wurden die Arbeiten 1895 eingestellt.
Das Gebäude Brettmühl Nr. 5 wurde als Pochwerk genutzt. Dort starb am 15. März 1904 die Witwe Ernestine Wilhelmine Kühn, Mutter des Grubensteigers Bruno Kühn, aus Sankt Michaelis bei Freiberg in Sachsen, an einer Lungenentzündung.
Im Jahr 1900 erwarb Freiherr Hans von Morsey-Picard (Vorsitzender der Fortuna-Gewerkschaft Schwarzenberg) die Grube. Der Annastolln wurde weiter getrieben und ab 1901 der bei 752 m ü. NHN angesetzte Johannisstolln als Rudolfstolln aufgewältigt und in Richtung des Grubenfeldes vorgetrieben. 1901 wurde eine kleine Aufbereitungsanlage errichtet. Nach Erschöpfung der Vorräte wurde 1904 der Abbau in der Zeche Anna eingestellt. Der Rudolfstolln wurde bis 1918 in einer Gesamtlänge von 1040 m aufgefahren.
Im Juni 1906 wurden auf der stillgelegten Anna-Michaelis-Zeche heilkräftige radioaktive Bäder gegen Rheumatismus verabreicht. Der damaligen Werbung zufolge sollte sich die radioaktive Quelle auch für Trinkkuren gegen verschiedene Krankheiten eignen. Die drei Grundstücksbesitzer, Freiherr Hans von Morsey-Picard, der Stahlgroßhändler Hackländer aus Kassel und Bergingenieur Schulz aus Hildesheim hofften, damit die Anfänge zu einem Kur- und Badeort geschaffen zu haben. Diese Hoffnung erfüllte sich nicht. Andere Radiumbäder wie Oberschlema oder Bad Brambach blühten in der damaligen Zeit auf, die abseits der Touristenströme im Wald gelegene Kureinrichtung zwischen Breitenbach und Brettmühl kam über erste Anfänge nicht hinaus. Bereits nach kurzer Zeit wurden die Versuche, einen Kur- und Badebetrieb in der Entlegenheit des oberen Erzgebirges ins Leben zu rufen, wegen ausbleibender Kurgäste aufgegeben.
Im Jahr 1909 ersetzte Heinrich Thumann, Tiefbohringenieur aus Halle (Saale) den im August 1909 zurückgetretenen Hans von Morsey-Picard als Vorsitzender der Fortuna-Gewerkschaft Schwarzenberg.
Mit dem Rudolfstolln sollte das Abbaugebiet des Annastolln unterfahren werden. Dieses Ziel wurde nicht erreicht. Mit dem Rudolfstolln wurde ein Gang angefahren der sporadisch etwas Zinkblende, Bleiglanz und Wismut führte. 1910 wurden die Arbeiten eingestellt. 1914 erwarb der Obersteiger der St. Christoph Fundgrube Breitenbrunn/Erzgeb. Franz Oswald Nitzsche, die Rechte an der Grube. Er war seit 1906 der Grubensteiger der Grube. 1917 verkaufte er die Rechte an die Österreichischen Metallhüttenwerke G.m.b.H. aus Wien. 1918/1919 wurde der Rudolfstolln aufgewältigt und im durchfahrenen Irrgang der Abbau von Eisenstein aufgenommen. Der Stolln wurde weiter ins Feld getrieben. Bis 1924 wurden von vier Arbeitern noch Instandhaltungsarbeiten ausgeführt. Der Abbau wurde nicht wieder aufgenommen.
Nach der Annexion des Sudetenlandes durch Deutschland versuchte die Sachsenerz Bergwerksgesellschaft mbH/AG zwischen 1941 und Januar 1945 die Bergbauberechtigung für die Grubenfelder der Anna-Zeche und der Michaelis-Zeche zu erlangen. Bis zum Kriegsende konnte man sich mit dem Eigentümer, den Österreichischen Metallhüttenwerken G.m.b.H. nicht über den Kaufpreis einigen. Im Januar 1945 wurden die Verhandlungen beendet.
Das Revier wurde nach Kriegsende mangels Nachweisen von Uranvorkommen von den Jáchymovské doly (Joachimsthaler Bergwerke) nicht in die Uransuche einbezogen. Der Annaschacht und die Stolln wurden sich selbst überlassen. Heute sind sie kaum noch im Gelände zu erkennen.

## Weitere Grubengebäude
Der bei785 m ü. NHN angeschlagene Michaelisstolln wurde mit 55° in Richtung Annazeche aufgefahren. Beim Erreichen des Granits bei ca. 150 m vom Mundloch wurde der Vortrieb eingestellt. Der Stolln hätte eine Teufe von 90 m unter dem Annastolln eingebracht. Der Michaelisschacht baute oberflächennah auf einem mit 70° streichenden Morgengang im Granit. Die Gangfüllung bestand aus Quarz mit eingesprengtem Wismut. In 150 m nordwestlicher Entfernung vom Michaelisstolln befindet sich bei 785 m ü. NHN das Mundloch des mittleren oder Dynamitstolln. Der Stolln baute auf dem mit 75°streichenden Morgengang Neu Segen. Beim Erreichen des Granits bei ca. 100 m wurden die Arbeiten eingestellt. Über die Gruben ist nichts weiteres bekannt.

## Abbau
In der Anna-Michaelis-Zeche wurden in der ersten Betriebsphase von 1884 bis 1895 13.000 kg metallisches Wismut gewonnen.